# Carleton Rea
Carleton Rea (1861 - 1946) fue un destacado micólogo inglés.
Desarrolló gran parte de su carrera científica en el Museo Británico de Londres.
Fue cofundador, en 1896, de la British Mycological Society, y su primer secretario. Y al año siguiente, su tesorero. Y su editor hasta 1930.

## Algunas publicaciones
- Rea, C. 1909. New & rare British fungi. Trans. British Mycol. Soc. 3: 124-130
- ----. 1910. New or rare British fungi. Trans. British Mycol. Soc. 3: 226-230
- ----. 1911. The Newcastle-upon-Tyne Foray, 30th September to the 4th October, 1907. Trans. British Mycol. Soc. 3: 9-17
- ----. 1911. The Drumnadrochit Foray, joint meeting with the Cryptogamic Society of Scotland, 14th to the 19th Sep 1908. Trans. British Mycol. Soc. 3: 47-60
- ----. 1911. The Shrewsbury Spring Foray, 28th May to 1st June, 1909. Trans-- British Mycol. Soc. 3: 131-135
- ----. 1911. The Baslow Foray, 27th September to the 2nd October, 1909. Trans. British Mycol. Soc. 3: 136-149
- ----. 1911. The Chester Spring Foray, 13th to 17th May, 1910. Trans. British Mycol. Soc. 3: 233-238
- ----. 1911. The Wrexham Foray, 26th September to the 1st October, 1910. Trans. British Mycol. Soc. 3: 239-247
- ----. 1911. The Teesdale Foray, 2nd to 6th June, 1911. Trans. British Mycol. Soc. 3: 291-297
- ----. 1911. The Taunton Foray, 18th to the 23rd September, 1911. Trans. British Mycol. Soc. 3: 298-308
- ----. 1912. New & rare British fungi. Trans. British Mycolog. Soc. 3: 376-380, 1 plancha color
- ----. 1913. The Worcester Spring Foray, 24th to 28th May, 1912. Trans. British Mycol. Soc. 4: 11-21
- ----. 1913. The Forres Foray, joint meeting with the Cryptogamic Society of Scotland, 12th to the 19th September, 1912. Trans. British Mycol. Soc. 4: 22-37
- ----. 1913. New or rare British Fungi. Trans. British Mycol. Soc. 4: 186-198
- ----. 1913. Dolgelley Spring Foray, 9th to 13th May, 1913. Trans. British Mycol. Soc. 4: 199-206
- ----. 1913. The Haslemere Foray, 22nd to the 27th September 1913. Trans. British Mycol. Soc. 4: 207-221
- ----. 1916. Symonds Yat Spring Foray, 29th May to the 2nd June, 1914. Trans. British Mycol. Soc. 5: 1-8
- ----. 1916. The Doncaster Foray, 21st to 26th September 1914. Trans. British Mycol. Soc. 5: 9-17
- ----. 1916. New or rare British fungi. Trans. British Mycol. Soc. 5: 248-257
- ----. 1920. New or rare British fungi. Trans. British Mycol. Soc. 6: 322-330
- ----. 1921. New or rare British discomycetae. Trans. British Mycol. Soc. 7: 58-61
- Smith, AL; C Rea. 1906. Fungi new to Britain. Trans. British Mycol. Soc. 2: 127-131
- Smith, AL; C Rea. 1907. New & rare British fungi. Trans. British Mycol. Soc. 3: 34-46
- Smith, AL; C Rea. 1908. New & rare British fungi. Trans. British Mycol. Soc. 3: 34-36, 3 pls.
- Rea, C. 1927. Appendix to "British Basidiomyceteae". Trans. British Mycol. Soc. 12 pp. 205 - 230
- ----. 1932. Appendix II to "British Basidiomyceteae". Trans. British Mycol. Soc. 17 pp. 35 - 50

### Libros
- Rea, C. 1922. British Basidiomycetae (British Basidiomycetes). A Handbook to the Larger British Fungi. Ed. Cambridge University Press. 799 pp.

- La abreviatura «Rea» se emplea para indicar a Carleton Rea como autoridad en la descripción y clasificación científica de los vegetales.[1]